# Fatma szultána (II. Szelim lánya)
Fatma szultána (1559, Konya — 1580?, Isztambul) II. Szelim oszmán szultán lánya. Fatma édesanyja teljesen biztosan nem Nurbanu volt, hanem egy másik ágyas, ugyanis később végrendeletében is említette anyját, aki nem Nurbanu volt. Sőt, születése idején bátyja, III. Murád még hercegként saját szandzsákot kapott, így Nurbanu fiával tartott, tehát nem tartózkodott Szelim konyai háremében. 
1574-ben férjhez adták Kaniyeli Siyavus pasához, akivel boldog házasságban éltek, s valószínűleg 4 gyermekük is született. Utolsó szülésébe halt bele 1580-ban, kislánya is nem sokkal utána elhunyt. Bár Fatma nagyon fiatal volt, mégis írt végrendeletet, ahol megírta, hogy napi 40 aspert hagy édesanyjára, aki túlélte lányát, és Szelimet is.